# Passo di Falzarego
Průsmyk Falzarego (italsky Passo Falzarego, německy Falzaregopass, ladinsky Jou Fauzare) je 2105 m vysoký horský průsmyk v italské provincii Belluno. Tento průsmyk propojuje horská údolí Fodom a dolní část údolí Cordevole s městečkem Cortina d'Ampezzo v údolí Valle del Boite, a přes průsmyk Valparola s městečkem Abtei v Jižním Tyrolsku. Za vhodných povětrnostních podmínek je silnice v průsmyku otevřená i v zimě.

## Poloha
Průsmyk Falzarego je široké, balvany poseté sedlo jižní části hlavního masivu Dolomit - Tofane. Průsmyk uzavírá vrchol Piccolo Lagazuoi (2762 m). Směrem na západ se otevírají pohledy na ledovci pokrytý masiv Marmolada, směrem a na jih vidíme vrchol Monte Averau (2649 m) ze skupiny Nuvolaugruppe a pět skalních věží skupiny Cinque Torri.
V roce 1909 byla postavena silnice přes průsmyk a tím byl dokončen poslední technicky nejobtížnější úsek Velké Dolomitické silnice mezi městy Bolzano a Cortina d'Ampezzo.
Význam Passa Falzarega klesl v první světové válce. Frontová linie v letech 1915–1918 zde probíhala přes průsmyk Valparola, vrchol Piccolo Lagazuoi a Passo Falzarego. Hexenstein a rakouská pevnost (Werk Tre Sassi) uzavřela severozápadní Velkou Dolomitickou cestu. Přes mnohé útoky se Italům průsmyk dobýt nepodařilo a následně se zabarikádovali ve východní stěně Lagazuoi, kde v roce 1916 započali podminovací válku. V roce 1917 vybudovali Italové více než 1000 m dlouhou štolu pod rakouské pozice a dne 20. června 1917 se pokusili výbuchem 33 tun trhavin neúspěšně zničit rakouské pozice.
Od konce první světové války patří průsmyk k provincii Belluno.
V rámci rozvoje cestovního ruchu v oblasti od poloviny 20. století jsou vybudované štoly v oblasti Lagazuoi opět zpřístupněny. Menší pozice, zákopy, dělostřelecké bunkry byly opraveny a jsou částečně vybaveny osvětlením. V tomto ohledu má Lagazuoi charakter historického muzea pod širým nebem.

## Turismus a sport
Hlavní turistickou atrakcí průsmyku je lanovka na Piccolo Lagazuoi, výstup pěšky je rovněž možný, a to buď s baterkou tunelem nebo jednoduše podél sjezdovky. Z vrcholu Lagazuoi jsou výhledy na východ na masiv Tofane, skupiny Sella a Marmolada na západě, Civetta a Monte Pelmo na jihu, Monte Cristallo, Sorapis a Antelao na východě a jihovýchodě.

## Galerie

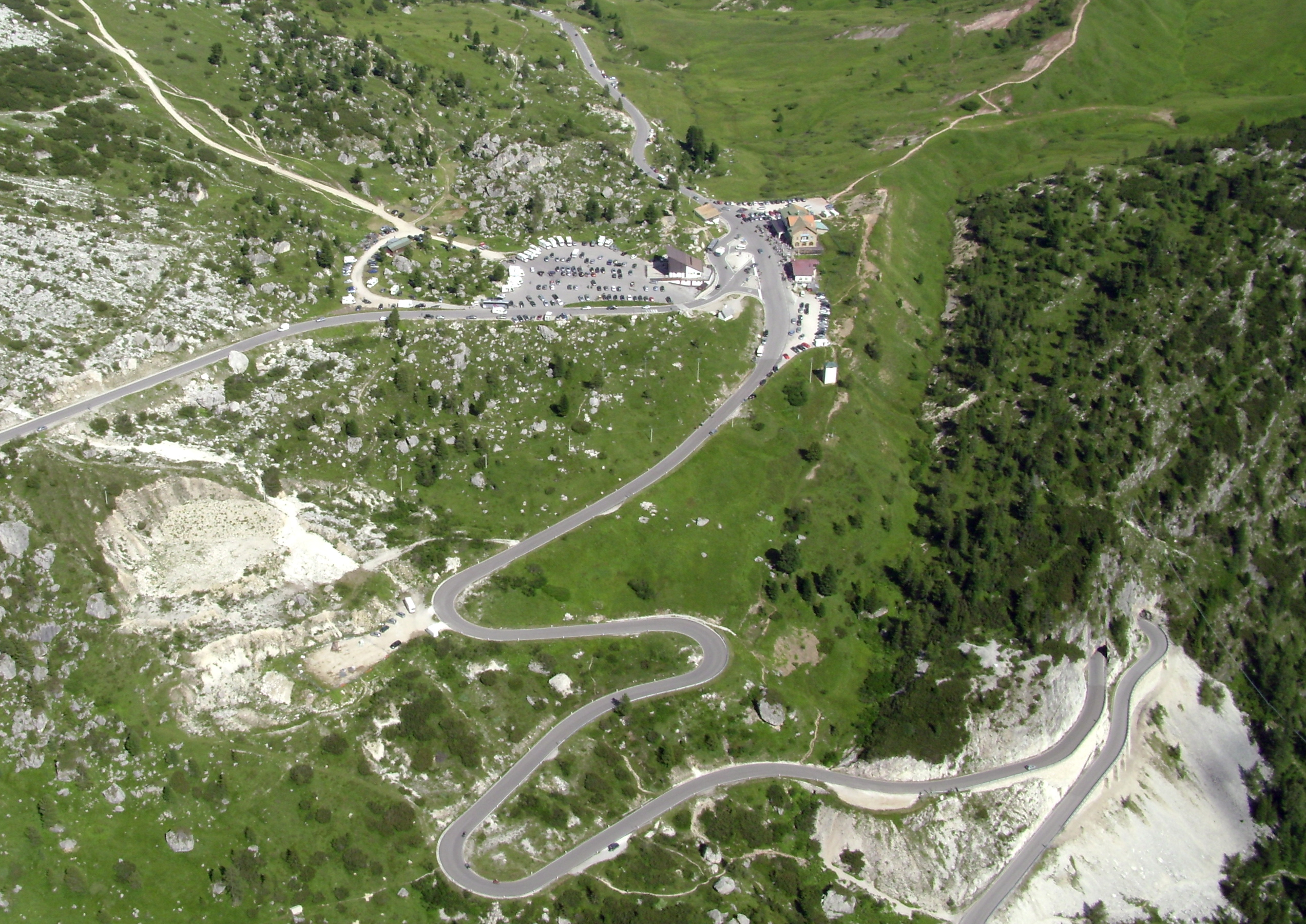
pohled do sedla z Hexensteinu
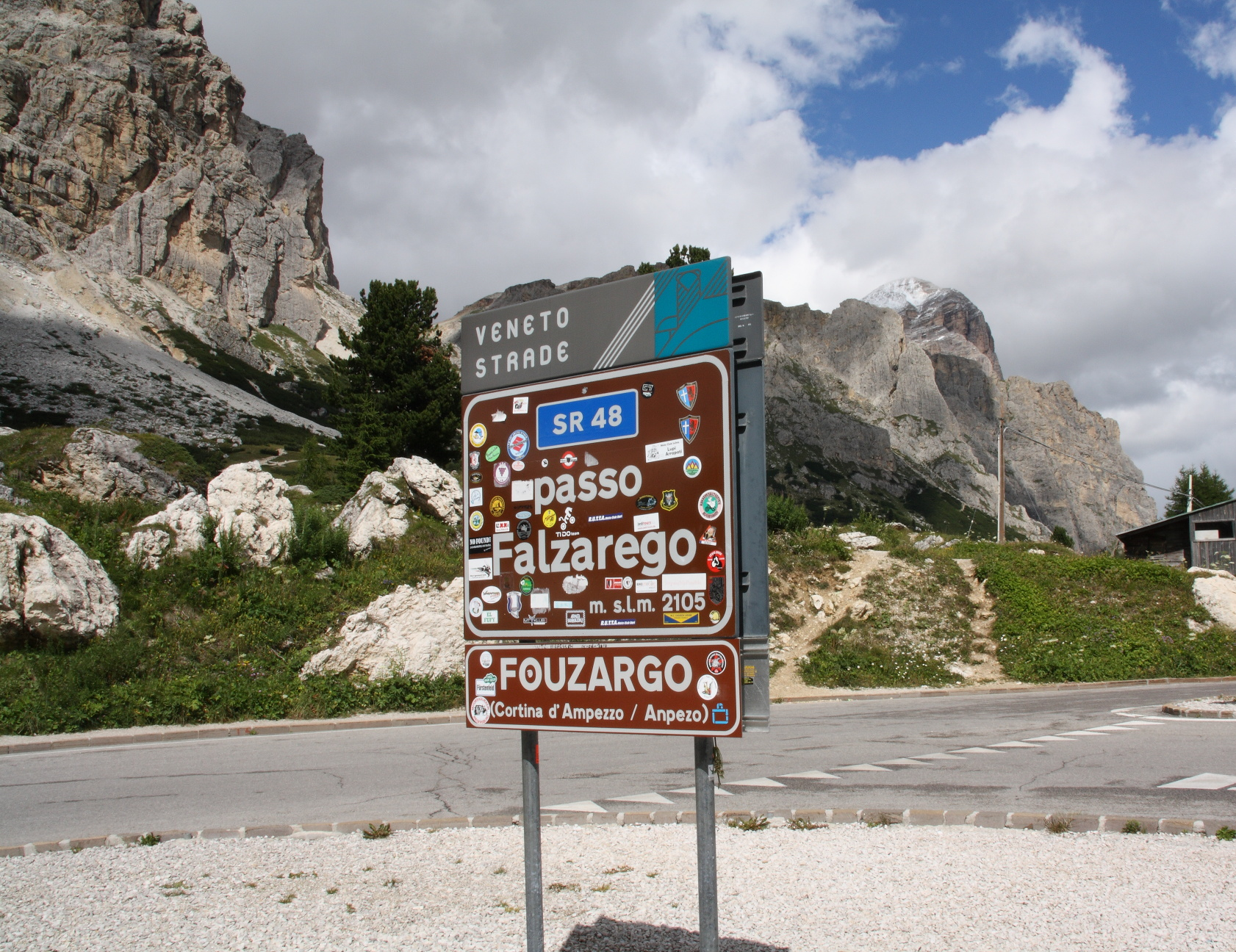
rozcestník v sedle
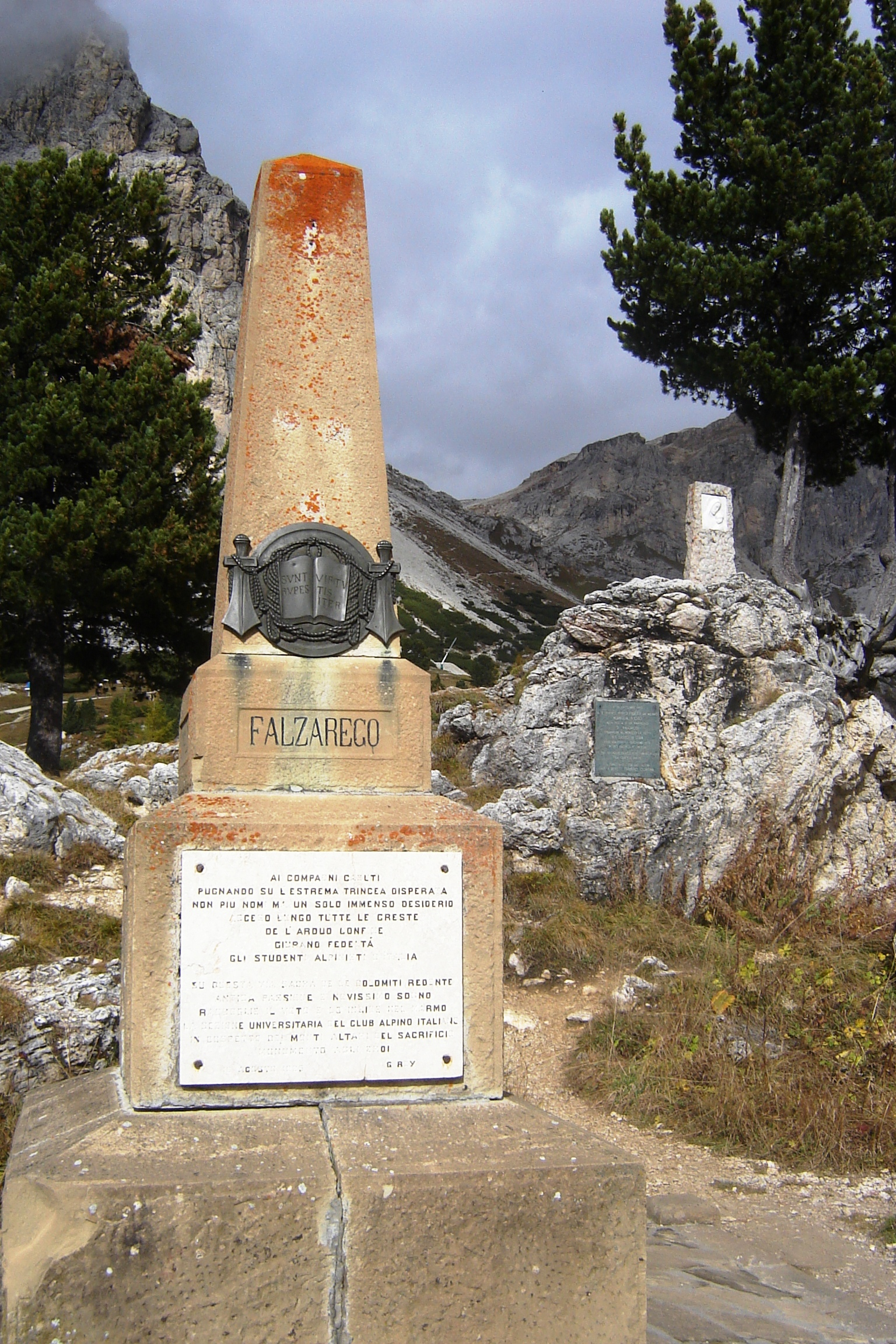
památník na sedle
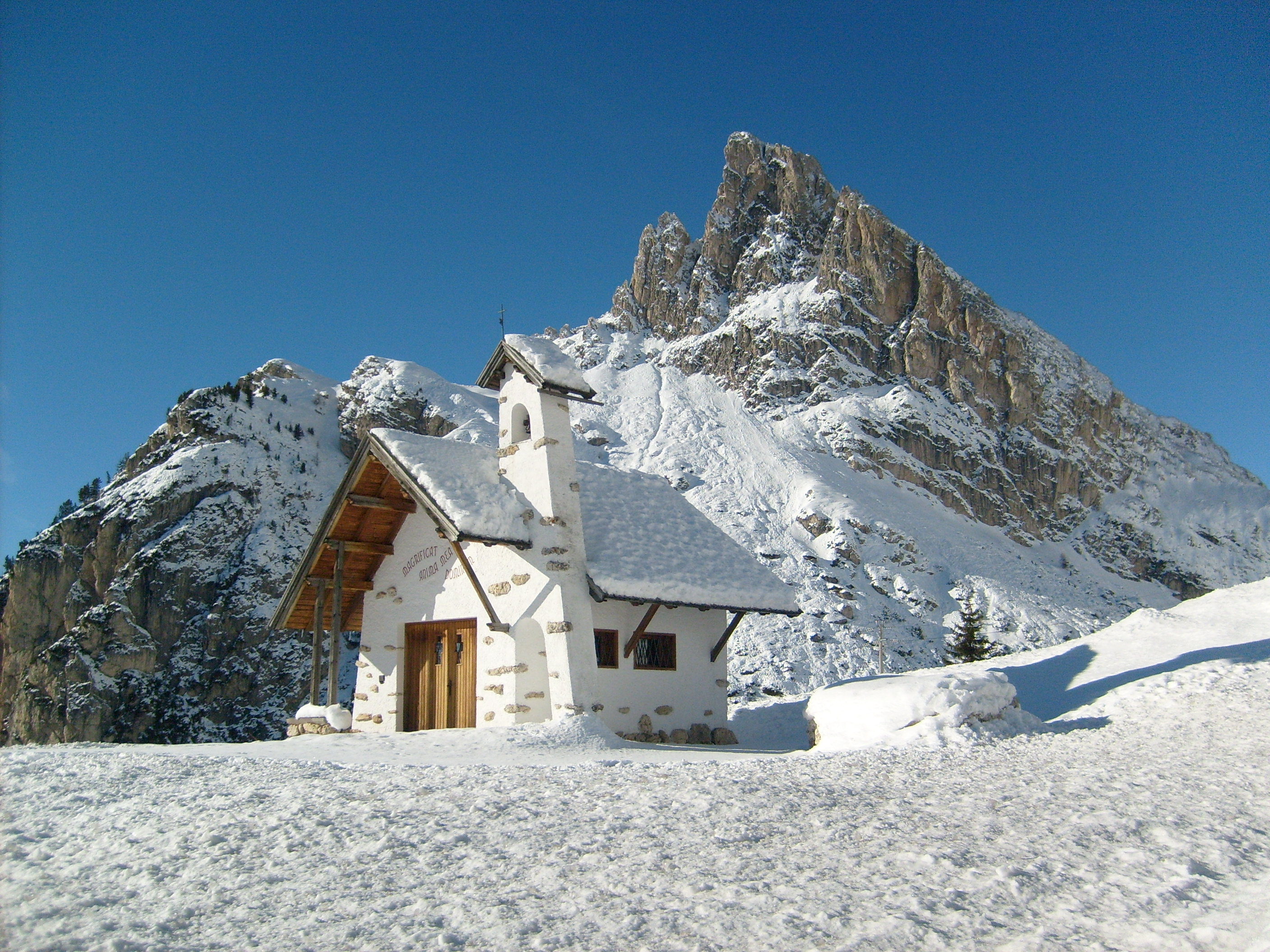
kaple v sedle
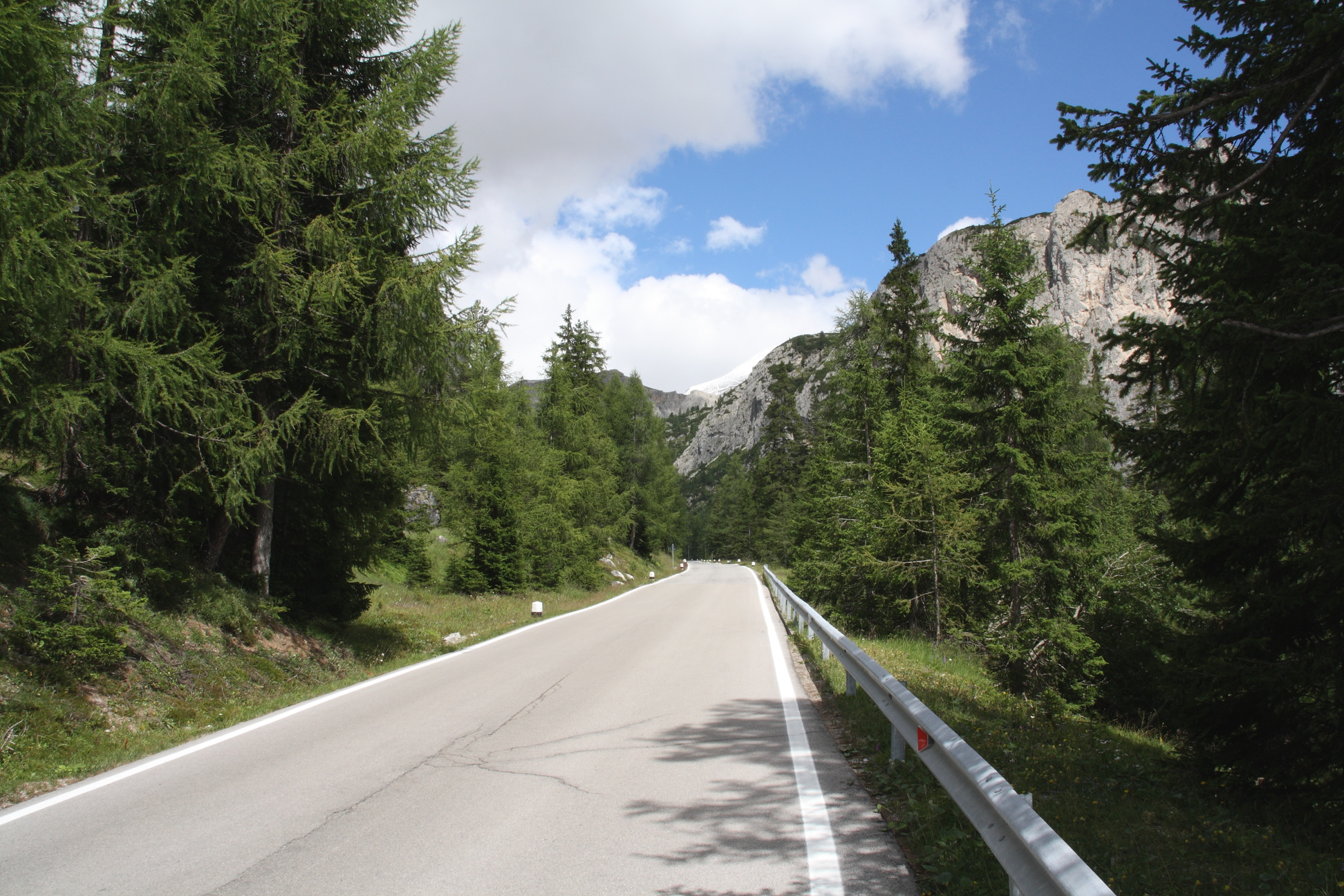
Westrampe
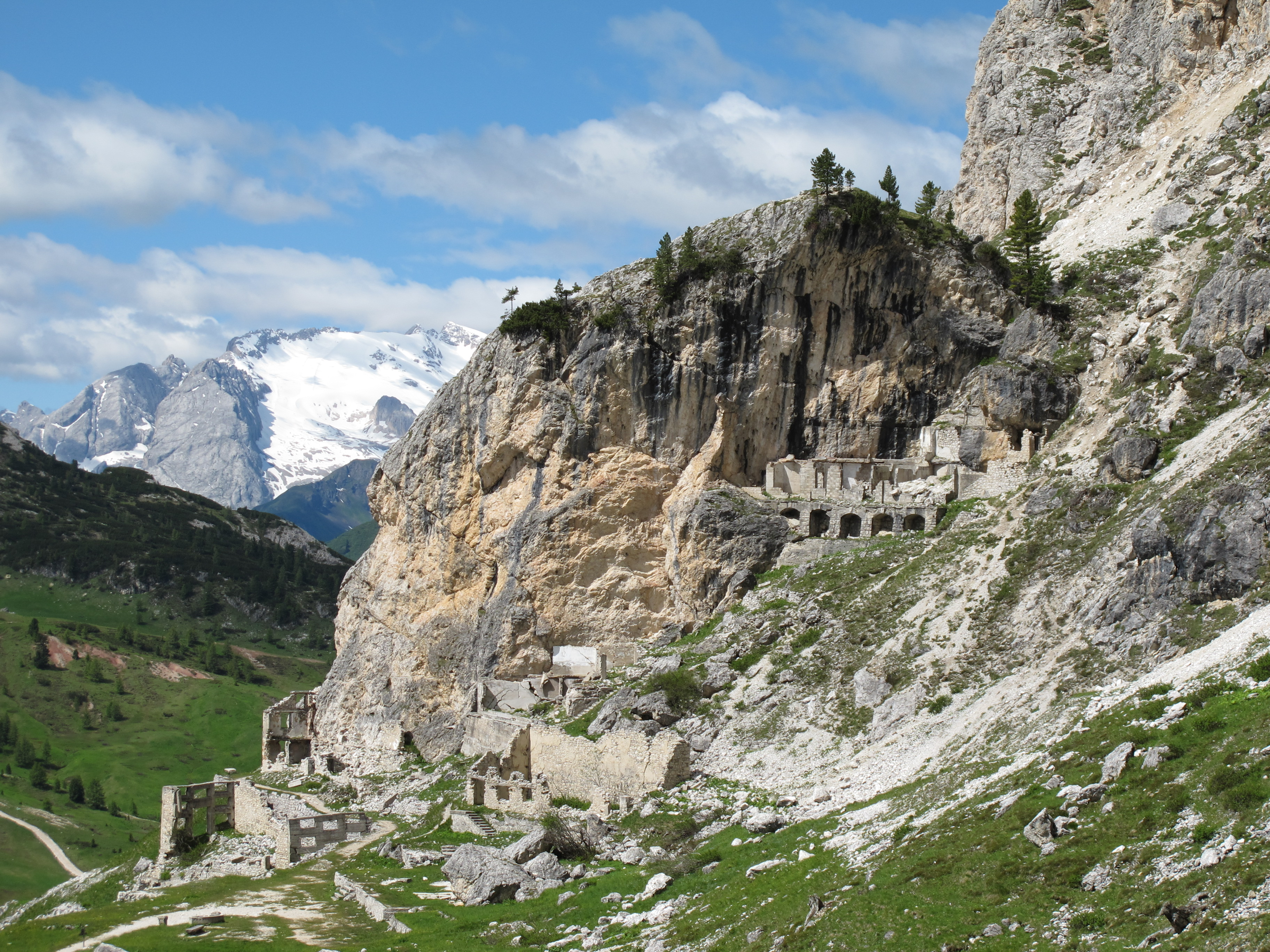
ruiny bývalého italského lazaretu z první světové války